# Селбівілл (Делавер)
Селбівілл (англ. Selbyville) — місто (англ. town) в окрузі Сассекс штату Делавер США. Населення — 2878 осіб (2020).

## Географія
Селбівілл розташований за координатами 38°27′32″ пн. ш. 75°13′52″ зх. д. / 38.45889° пн. ш. 75.23111° зх. д. (38.459004, -75.230985).  За даними Бюро перепису населення США в 2010 році місто мало площу 8,79 км², з яких 8,77 км² — суходіл та 0,02 км² — водойми. В 2017 році площа становила 9,36 км², з яких 9,33 км² — суходіл та 0,03 км² — водойми.

## Демографія
Згідно з переписом 2010 року, у місті мешкало 2167 осіб у 797 домогосподарствах у складі 577 родин. Густота населення становила 246 осіб/км².  Було 913 помешкання (104/км²).
Расовий склад населення:
| - 74,3 % — білих - 11,0 % — чорних або афроамериканців - 2,0 % — азіатів - 0,5 % — корінних американців - 10,0 % — осіб інших рас |

До двох чи більше рас належало 2,2 %. Частка іспаномовних становила 24,1 % від усіх жителів.
За віковим діапазоном населення розподілялося таким чином: 22,8 % — особи молодші 18 років, 59,7 % — особи у віці 18—64 років, 17,5 % — особи у віці 65 років та старші. Медіана віку мешканця становила 40,7 року. На 100 осіб жіночої статі у місті припадало 96,6 чоловіків;  на 100 жінок у віці від 18 років та старших — 96,5 чоловіків також старших 18 років.
Середній дохід на одне домашнє господарство  становив 57 930 доларів США (медіана — 41 853), а середній дохід на одну сім'ю — 63 805 доларів (медіана — 47 344). Медіана доходів становила 32 973 долари для чоловіків та 31 667 доларів для жінок. За межею бідності перебувало 16,0 % осіб, у тому числі 21,0 % дітей у віці до 18 років та 16,9 % осіб у віці 65 років та старших.
Цивільне працевлаштоване населення становило 1255 осіб. Основні галузі зайнятості: будівництво — 19,7 %, мистецтво, розваги та відпочинок — 18,3 %, виробництво — 15,9 %, освіта, охорона здоров'я та соціальна допомога — 13,6 %.